# Hierofalco
A Hierofalco egy alnemzetség (subgenus) a sólyom (Falco) nemzetségen belül, melybe négy, közel-rokon sólyomfaj tartozik:
- Feldegg-sólyom, Falco biarmicus
- indiai sólyom, Falco jugger
- kerecsensólyom, Falco cherrug
- északi sólyom, Falco rusticolus

Az ausztrál fekete sólyom egyes szerzők szerint szintén ide tartozhat (Wink et al. 2004).
Más sólymokhoz képest a tollazatukban több a phaeomelanin festékanyag, ezért színük gyakran barnás vagy vöröses, hasoldaluk hosszanti csíkozású.  Gyakran alacsonyrepülésbenn támadják a zsákmányt, nem olyan akrobatikus magasröpüléssel, mint sok más sólyom. 
A modern molelukáris genetikai vizsgálatok is alátámaszják a csoport monofiletikus jellegét. Az ide tartozó fajok fogságban könnyen keresztezhetők, és hibridjeik is termékenyek. Valószínű, hogy az északi sólyom és a kerecsensólyom a természetben is hibridizál, és így jött létre (és jön létre ma is) az altaj sólyom.
Egyes szerzők valamennyi ide tartozó, közel-rokon fajt összevonják egyetlen nagy, igen változatos megjelenésű fajba, ez a Falco hierofalco.